# Pátroha

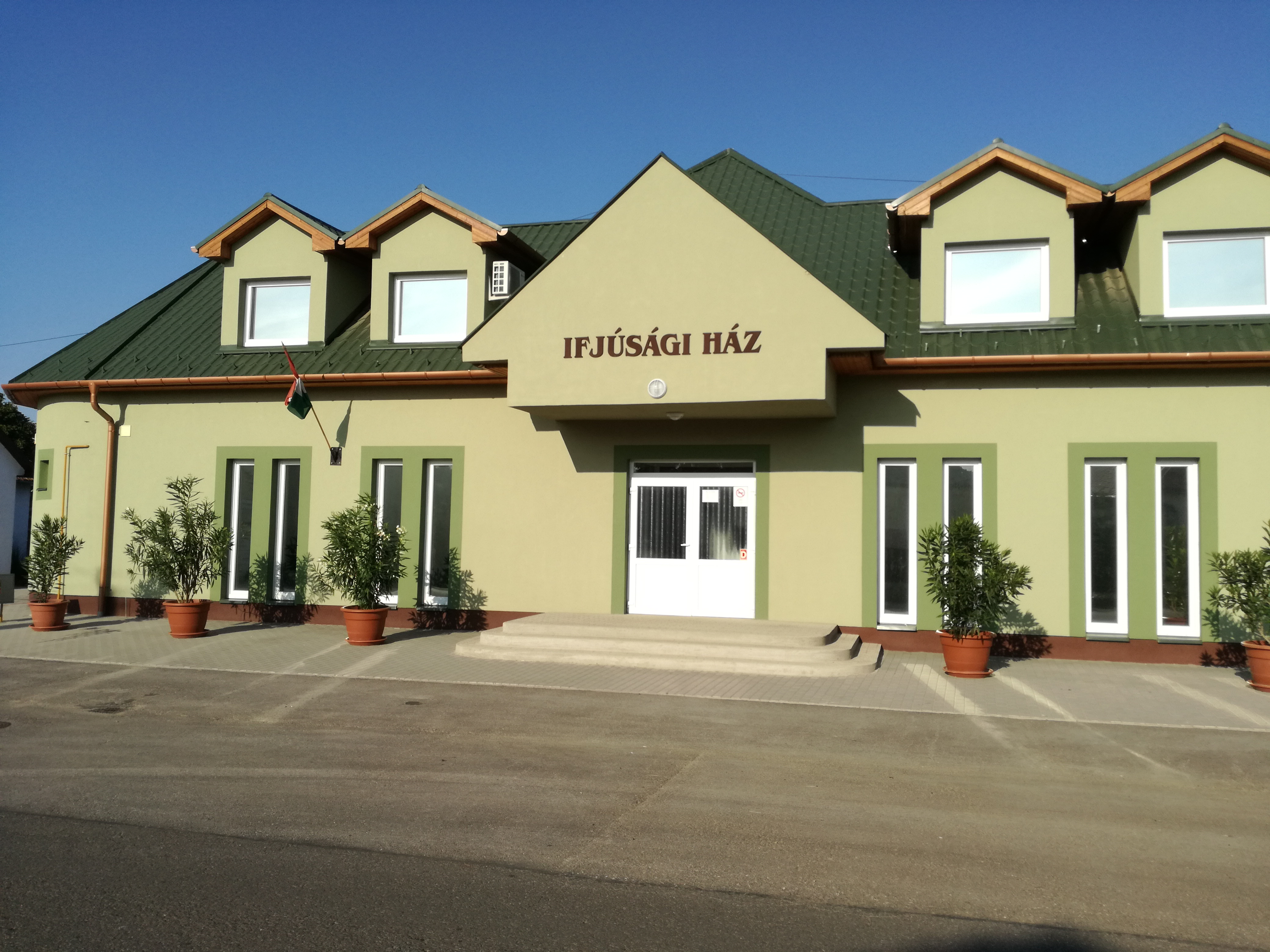
Ungdomens hus.

Pátroha är en liten by  med 2 843 invånare (2020) i provinsen Szabolcs-Szatmár-Bereg i nordöstra Ungern, cirka 30 kilometer från ukrainska gränsen samt cirka 35 kilometer från Nyiregyhaza. Pátroha ligger i regionen Retköz, i Szabolcs-Szatmár-Bereg megyé.